# Retshåndhævelsen på Grønland
Retshåndhævelsen på Grønland, som er en selvforvaltende provins til Danmark, bliver leveret af det danske Rigspoliti, som er Danmarks nationale politiservice. Siden Grønland i 2006 blev konstitueret som en af de 12 politidistrikter af Rigspolitiet, er Grønland blevet ledet under en kommissær i Nuuk, hovedstaden på Grønland.

## Kriminalitet
Landet bliver anset for at være relativt sikkert. Kvinder rejsende alene i Grønland møder generelt ingen specielle farer. Grønlands største problem med kriminalitet er relateret til stoffer og alkohol, hvilket har medført et forbud mod alkohol i nogle byer og bygder. Andre problemer som vold i hjemmet og misbrug med opløsningsmidler plager også Grønland. De fleste større byer med mere end 1.000 indbyggere samt enkelte mindre byer har en betjent, som kan kontaktes af lokale og turister. I tilfælde af kriminalitet er Lonely Planets guide til Grønland og det arktiske område hurtig til at udpege hvilke større byer, der har et fængsel. Dommene er korte, og de indsatte kan ses indtage alkohol udenfor fængslets mure på helligdage og i ferier. De værste kriminelle bliver sendt til afsoning i Danmark, men det sker sjældent.